# Schijnaardbeiroest
De schijnaardbeiroest (Phragmidium mexicanum) is een schimmel behorend tot de familie Phragmidiaceae. De schimmel is een biotrofe parasiet die uredinia en telia vormt op de bladeren van de schijnaardbei. Aangetaste bladeren zijn misvormd, bootvormig. 

## Kenmerken
Uredinia
De ronde, 0,5-0,9 mm grote uredinia staan aan de onderkant van het blad en zijn oranjegeel van kleur. Ze zijn omringd door de restanten van de doorbroken epidermis. De gele, ronde tot ovale urediniosporen zijn  18-21 × 14-16 groot en hebben een kleurloze, wrattige wand. De kiemporen zijn onduidelijk.
Telia
De ronde, 0,8-0,5 mm grote telia staan onderzijdig van het blad en zijn bruin van kleur. De meestal gelige, soms licht gebogen, 49–94 × 25–35 μm grote teliosporen zijn knotsvormig en bestaan uit 2-7 gladde cellen die elk een kiempore hebben. De wand aan de top is 3–5 μm dik. De zijwanden zijn 0,9–2,8 μm dik. De bovenaan gelige en onderaan kleurloze steel is tot 60 μm lang.

## Verspreiding
In Nederland komt schijnaardbeiroest uiterst zeldzaam voor.

## Foto's

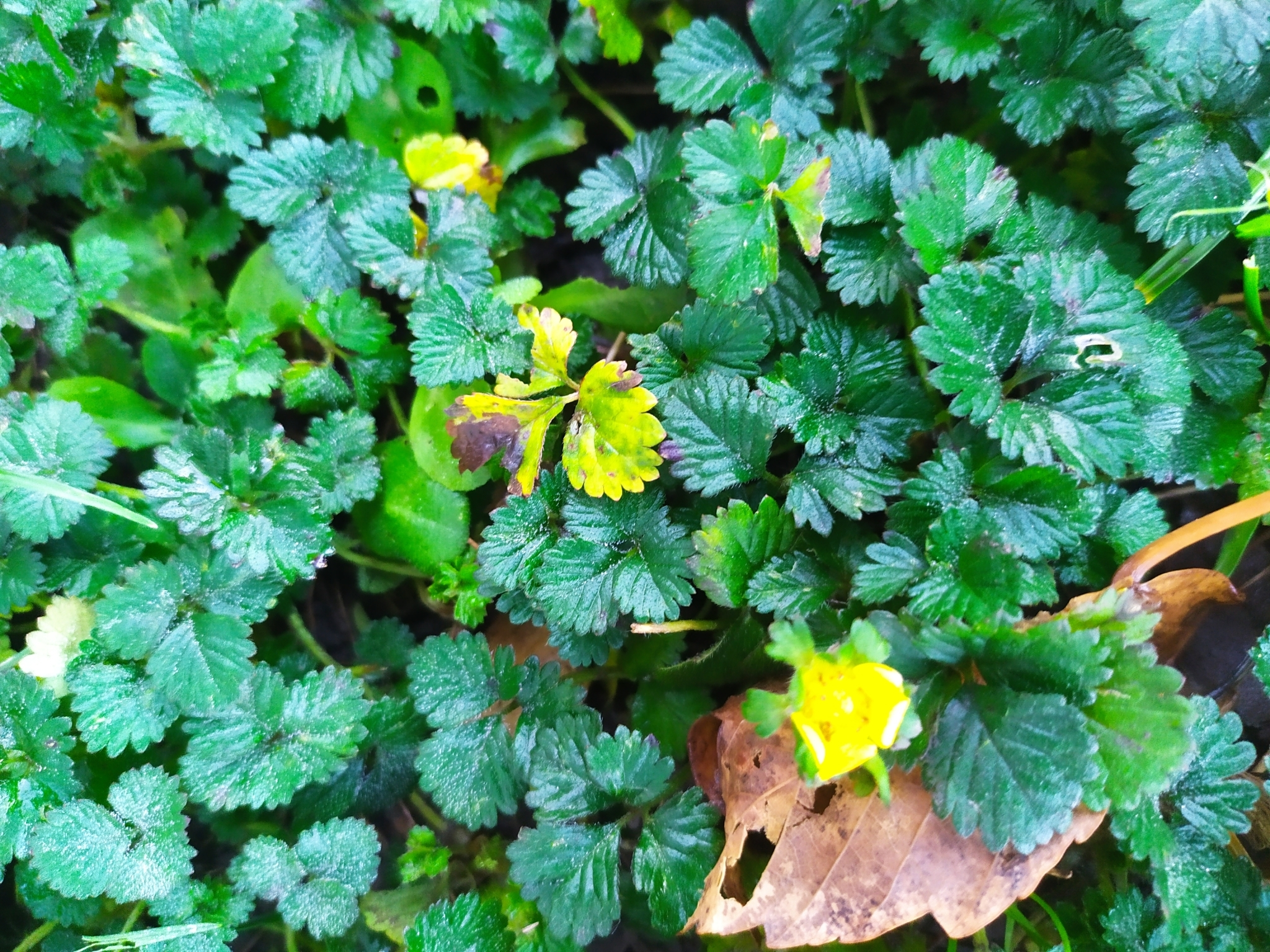
Planten
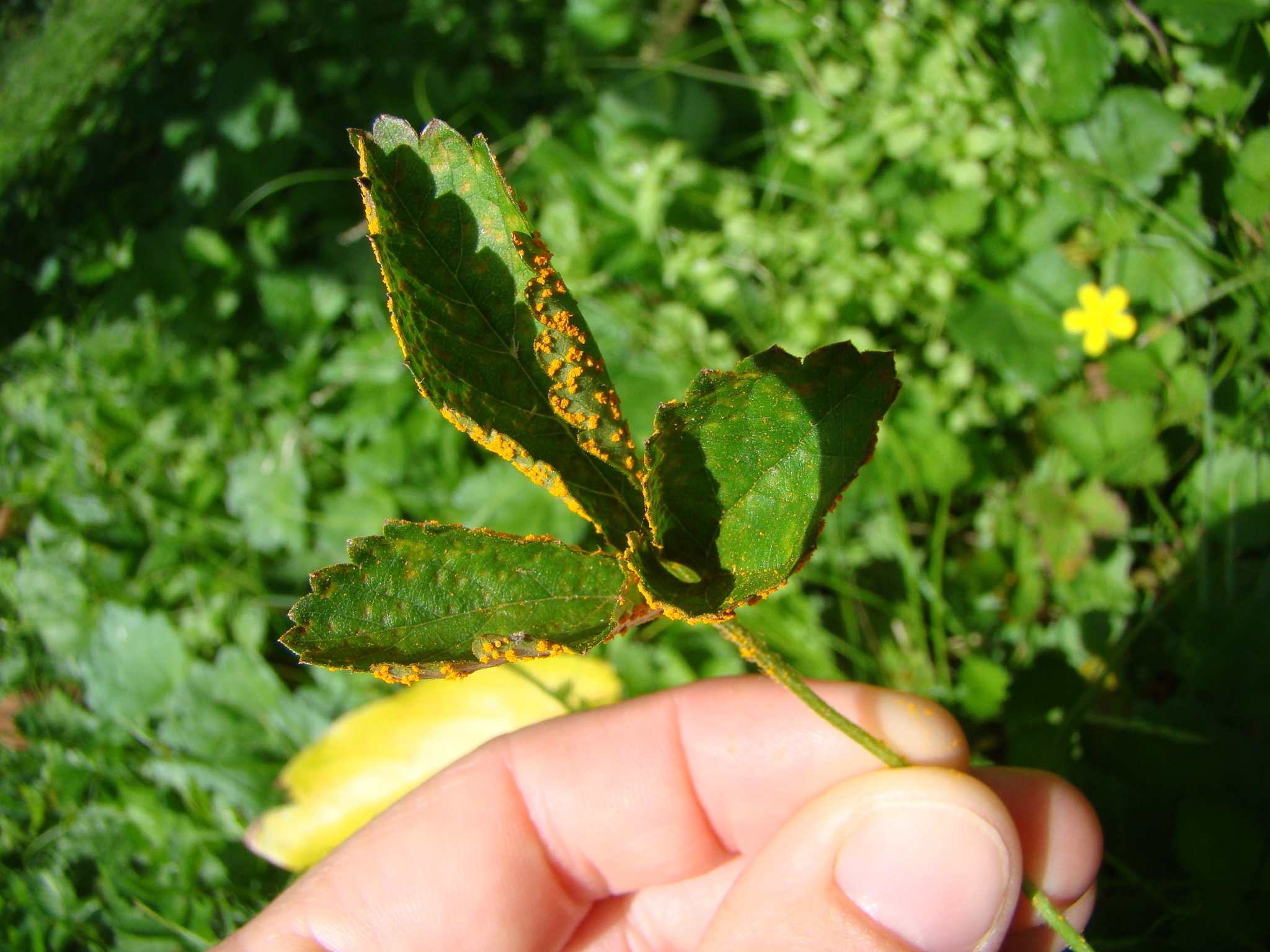
Bootvormig blad
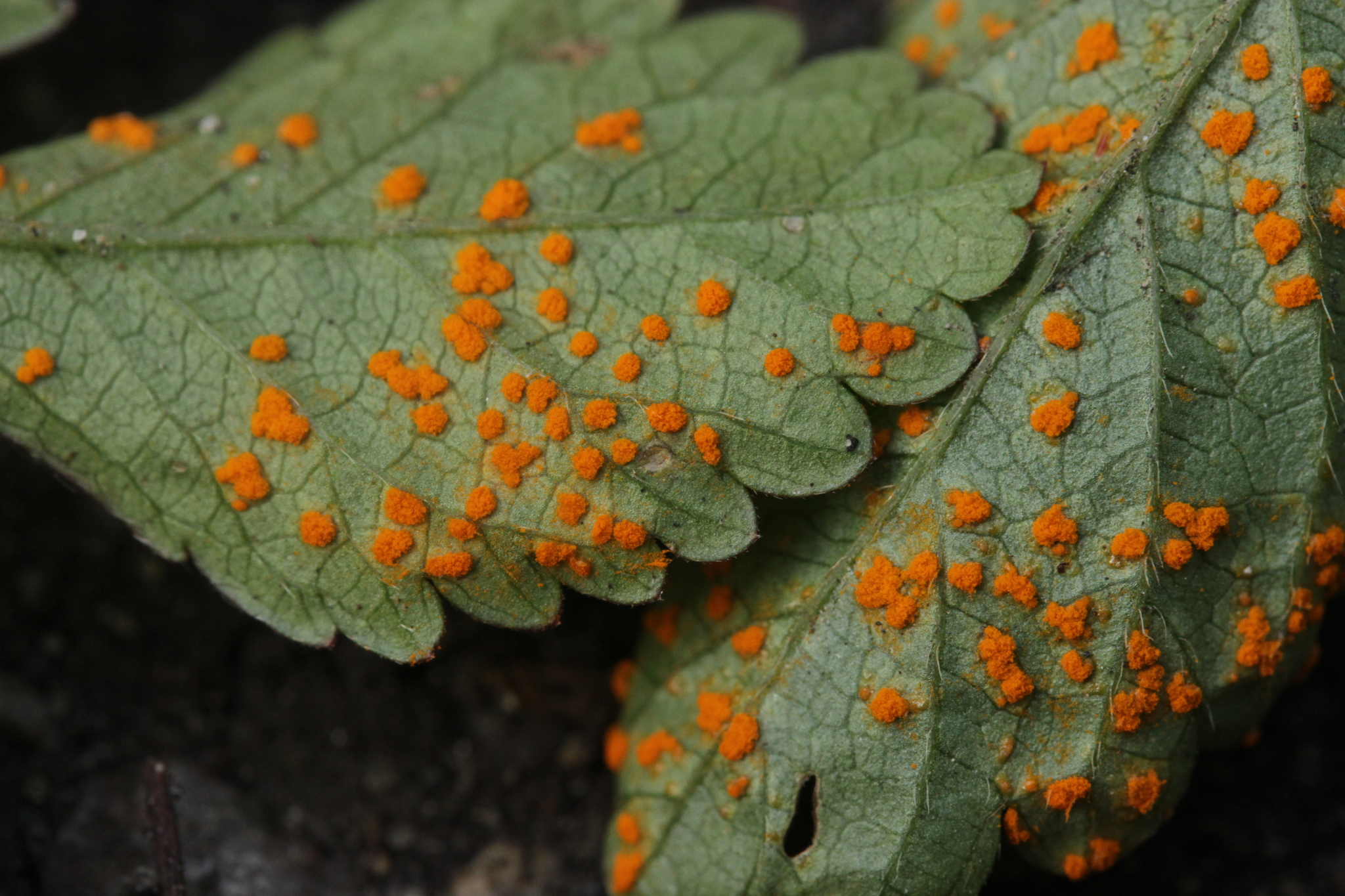
Uredinia
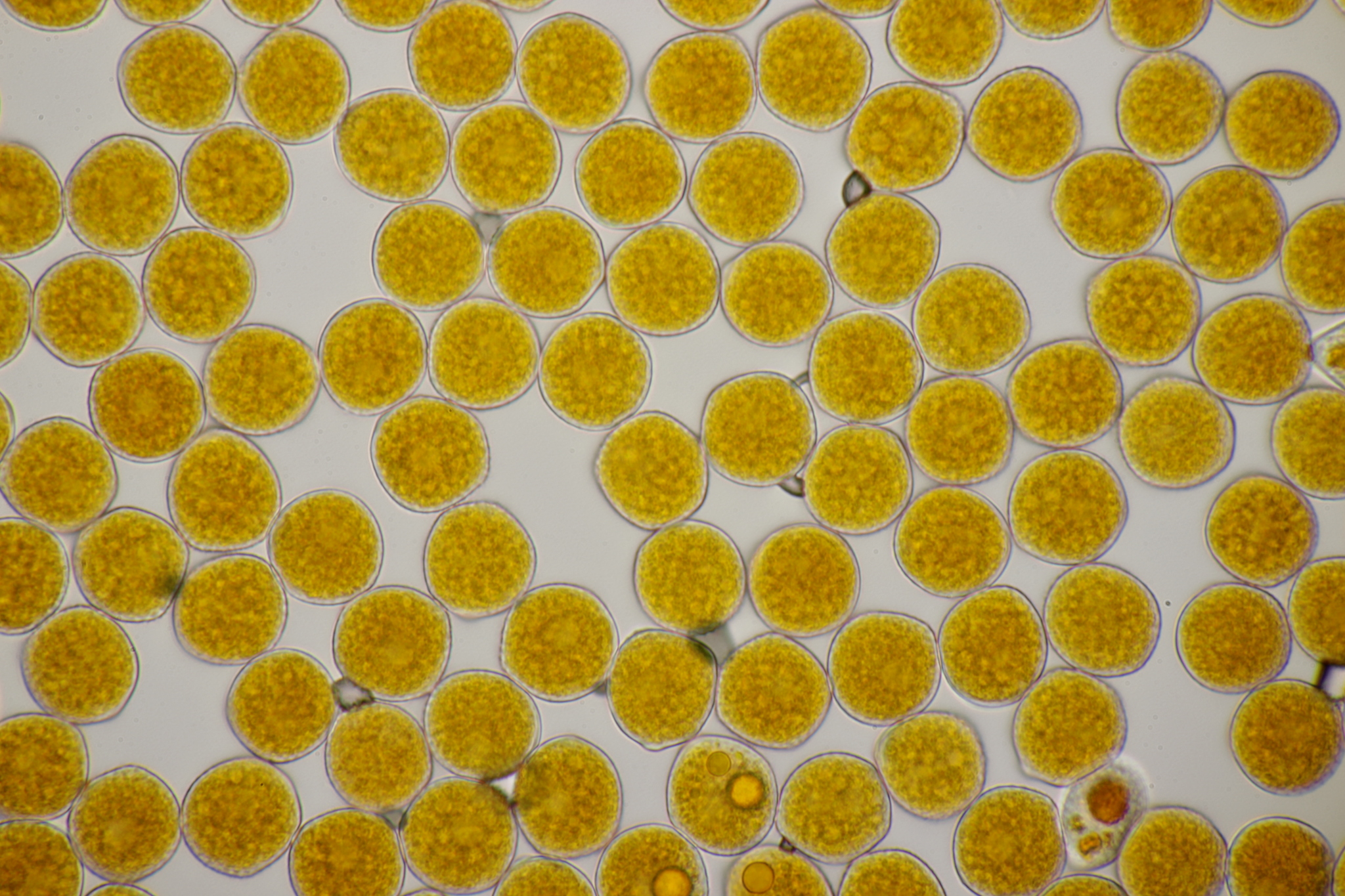
Urediniosporen
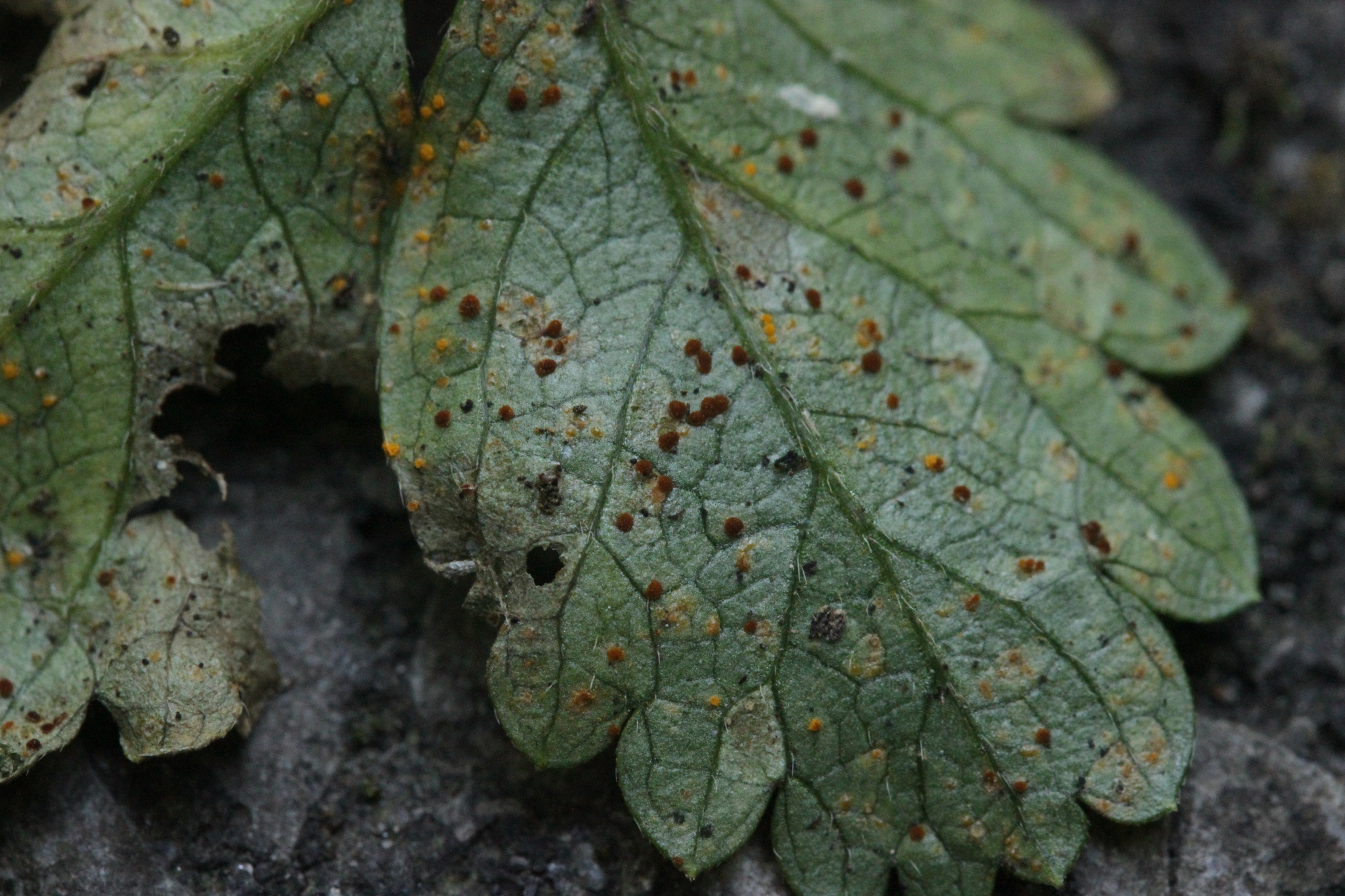
Telia
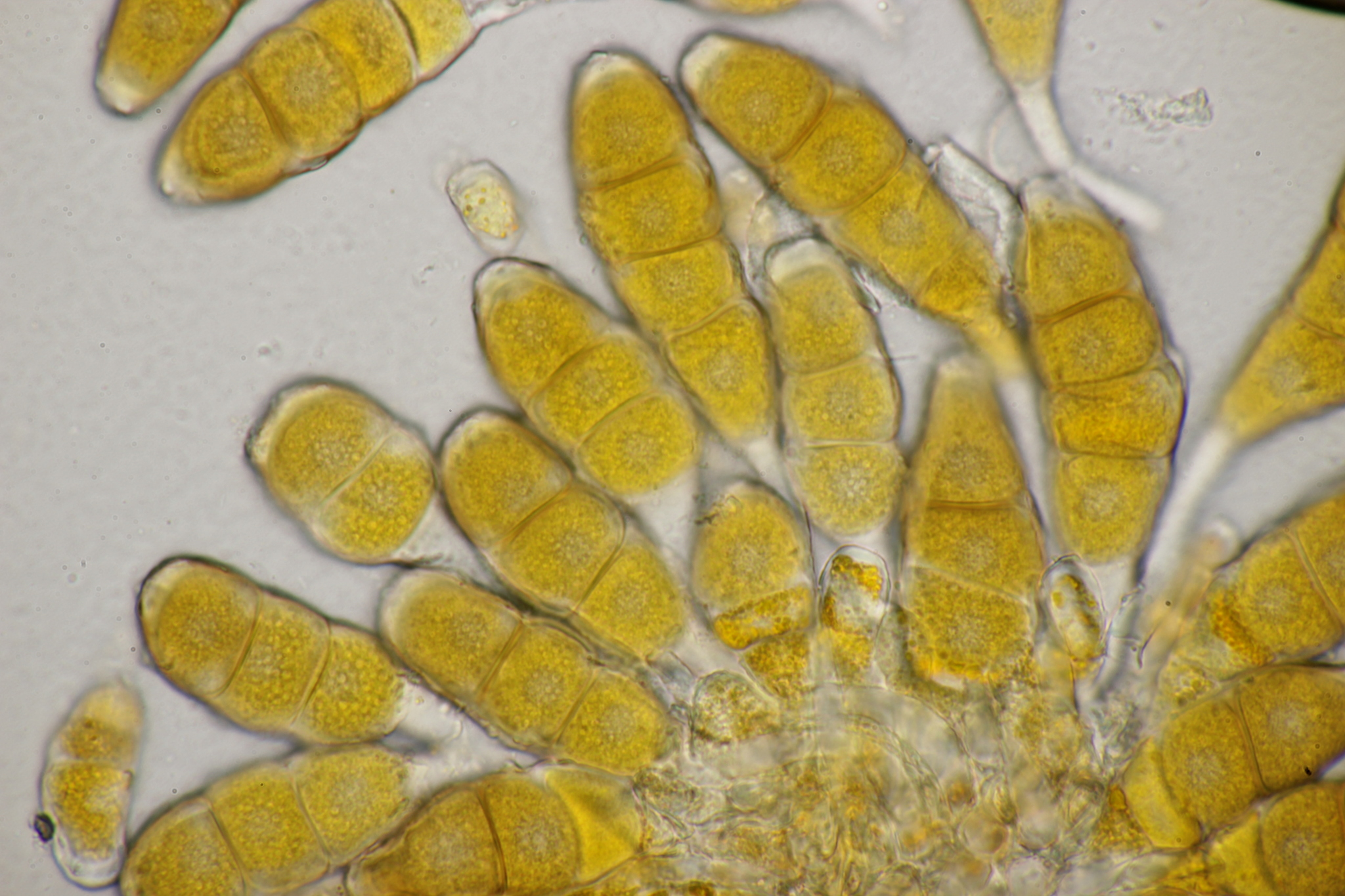
Teliosporen